# Torre de Binifadet
La torre de Binifadet es una torre de defensa en el municipio español de San Luis, Menorca, que se conserva en muy buen estado. Es de planta cuadrada de seis metros de lado, con gruesas paredes de mampostería ordinaria, coronada su terraza superior por un matacán que lo rodea totalmente, apoyado en ménsulas triangulares. La bóveda del piso superior la forman cuatro complementos separados por otros tantos nervios que convergen en la clave. La puerta original debió quedar oculta al adosarse una casa en la torre.